# Химинец, Василий Васильевич (дипломат)
Василий Васильевич Химинец (укр. Василь Васильович Химинець; род. 13 января 1970, село Кибляры, Ужгородский район, Закарпатская область, Украинская ССР) — украинский дипломат. Чрезвычайный и Полномочный Посол Украины в Австрии (с 2021).

## Биография
Родился 13 января 1970 года в селе Кибляры Ужгородского района Закарпатской области. В 1993 году окончил Ужгородский государственный университет по специальности «филолог, преподаватель немецкого языка и литературы» и Ужгородский государственный университет по специальности «Экономика» (1997), владеет немецким и английским языками. Слушатель Дипломатической академии Украины при МИД Украины (2001—2002), магистр внешней политики.
В 1993—1997 годах — преподаватель кафедры немецкой филологии Ужгородского государственного университета.
В 1997—2001 годах — второй секретарь Посольства Украины в Республике Австрия.
В 2001 году — второй секретарь отдела культурных и социально-гуманитарных вопросов управления культурного и гуманитарного сотрудничества МИД Украины.
В 2001—2003 годах — советник, начальник отдела по вопросам украинской диаспоры, национальных меньшинств и вероисповеданий управления культурного и гуманитарного сотрудничества МИД Украины.
В 2003—2007 годах — первый секретарь Посольства Украины в Федеративной Республике Германия.
В 2007—2008 годах — начальник отдела социально-гуманитарных вопросов Департамента культурного и гуманитарного сотрудничества МИД Украины.
В 2008—2009 годах — заместитель директора, директор департамента секретариата министра иностранных дел Украины. Член делегации Украины для участия в работе 16-го заседания Совета министров ОБСЕ.
В 2009—2015 годах — советник-посланник Посольства Украины в Федеративной Республике Германия. Временный поверенный в делах Украины в ФРГ (2012, 2014).
В 2015—2021 годах — директор Первого территориального департамента МИД Украины (двустороннее сотрудничество со странами-членами ЕС).
С 30 июля 2021 года — Чрезвычайный и Полномочный Посол Украины в Республике Австрия.

## Личная жизнь
Женат, имеет дочь.

## Дипломатический ранг
- Чрезвычайный и Полномочный Посол (23 августа 2020)[5]